# Hearthstone
Hearthstone (dříve Hearthstone: Heroes of Warcraft) je online virtuální karetní hra vyvinutá společností Blizzard Entertainment. Je dostupná zdarma, s možností dokoupení karet pro rychlejší postup hrou.
Hra byla oznámena v dubnu 2013 a spuštěna v březnu 2014. Hearthstone je dostupný na Microsoft Windows a OS X systémech iOS a Androidových zařízení.
V listopadu 2018 překročil počet registrovaných hráčů 100 milionů.

## Herní princip
Hráč si sestaví balíček 30 karet pro jednoho z 10 hrdinů (Demon Hunter, Druid, Hunter, Mage, Paladin, Priest, Rogue, Warlock a Warrior). Karty se od sebe odlišují typem (minion, spell, weapon, hero), cenou (v manách) a také popisem schopností karty.
Na začátku hry je určen náhodným losem začínající hráč. Druhý hráč dostane jako kompenzaci kartu navíc a coin. V prvním tahu mají hráči k dispozici 1 manu a každý další tah o 1 víc. Na začátku hry hráči obdrží 3 karty a každý tah si 1 líznou ze svého decku.
V ruce je možné mít maximálně 10 karet a na boardu 7 minionů a 5 secretů.

## Herní módy
Hra má 6 herních módů:
- Play – Běžná hra proti ostatním hráčům.
  - Wild – Dají se používat všechny karty, které kdy vyšly.
  - Standard – Lze používat pouze karty vydané v posledních dvou letech a core set.
  - Classic – Hraje se s kartami, které byly při vydání hry (bez Demon Huntera).
  - Casual – Funguje stejně jako wild, ale není hodnocen.
- Solo Adventures – Hráč hraje sám proti NPC.
- Aréna – Zpoplatněna 150 goldy nebo dvěma eury za vstup. Hráč si vytvoří balíček z nabídnutých karet a hraje proti nepříteli.
- Tavern Brawl – Hráči mají předvoleného hrdinu a balíček, nebo si musí sestavit balíček podle kritérií určených samotnými tvůrci. V Tavern Brawl se mohou zcela měnit pravidla her, jedná se zejména o mód pro zábavu.
- Battlegrounds – Založeno na žánru auto battler. Hráč si zvolí jednoho z nabízených hrdinů. Následně se v každém kole střetne s některým ze soupeřů. Během kola se střídají dvě fáze: fáze nákupu a fáze boje. Každou hru začíná 8 hráčů a vyhrává poslední přeživší.
- Duels – Zpoplatněno 150 goldy nebo dvěma eury za vstup. Hráč si vytvoří deck ze svých karet a následně hraje proti ostatním hráčům, po každé hře si hráč vybírá kartu, kterou si přidá do decku.

## Herní rozšíření
Do hry jsou pravidelně přidávána rozšíření, která přinášejí nové karty, mechaniky a témata. Tato rozšíření obvykle vycházejí několikrát do roka, často s konkrétní tematickou či příběhovou linií.

### Years 1&2 (2014–2015)
- Curse of Naxxramas (solo adventura s kartami)
- Goblins vs Gnomes (karetní expanze)
- Blackrock Mountain (solo adventura s kartami)
- The Grand Tournament (karetní expanze)
- The League of Explorers (solo adventura s kartami)

### Year of the Kraken (2016)
- Whispers of the Old Gods (karetní expanze)
- One Night in Karazhan (solo adventura s kartami)
- Mean Streets of Gadgetzan (karetní expanze)

### Year of the Mammoth (2017)
- Journey to Un'Goro (karetní expanze)
- Knights of the Frozen Throne (karetní expanze)
- The Frozen Throne (solo adventura)
- Kobolds & Catacombs (karetní expanze)
- Dungeon Run (solo adventura s kartami)

### Year of the Raven (2018)
- The Witchwood (karetní expanze)
- Monster Hunt (solo adventura)
- The Boomsday Project (karetní expanze)
- Puzzle Lab (solo adventura)
- Rastakhan's Rumble (karetní expanze)
- Rumble Run (solo adventura)

### Year of the Dragon (2019)
- Rise of Shadows (karetní expanze)
- The Dalaran Heist (solo adventura)
- Saviors of Uldum (karetní expanze)
- Tombs of Terror (solo adventura)
- Descend of Dragons (karetní expanze)
- Galakrond's Awakening (solo adventura s kartami)

### Year of the Phoenix (2020)
- Ashes of Outland (karetní expanze)
- Trial by Felfire (solo adventura)
- Scholomance Academy (karetní expanze)
- Book of Heroes (solo adventura)
- Madness at the Darkmoon Faire (karetní expanze)
- Darkmoon Races (malá karetní expanze)

### Year of the Gryphton (2021)
- Forged in the Barrens (karetní expanze)
- United in Stormwind
- Wailing Caverns (malá karetní expanze)
- Fractured in Alterac Valley

### Year of the Hydra (2022)
- Voyage to the Sunken City
- Murder at Castle Nathria
- March of the Lich King

### Year of the Wolf (2023)
- Festival of Legends
- Titans
- Showdown in the Badlands

### Year of the Pegasus (2024)
- Whizbang's Workshop